# Charles Le Pois
Charles Le Pois, né en 1563 à Nancy et mort en 1633 dans la même ville, est un médecin lorrain, professeur et doyen de l'école de médecine de l'université de Pont-à-Mousson. En 1618, il est le premier à faire de l'hystérie une maladie d'origine cérébrale et non utérine.

## Biographie
Charles Le Pois est fils de Nicolas Le Pois (1527-1584), médecin de la cour de Lorraine à compter de 1552, auteur du livre : De Cognoscendis et curandis, præcipue internis humani corporis morbis libri tres (Francfort, André Wechel, 1580, 1585). Charles est également neveu d'Antoine Le Pois (v. 1515-1575), qui fut lui aussi médecin de la cour ducale à partir de 1544, célèbre pour son Discours sur les medalles et graveures antiques (Paris, Mamert Patisson, 1579).
Charles est envoyé, à l'âge de 13 ans, au collège de Navarre de Paris, où il étudie les langues, les belles-lettres et la philosophie.
En 1581, il est maître ès arts de l'université de Paris. Il étudie la médecine à Paris pendant quatre ans, et à Padoue pendant deux ans. Il prend sa licence à Paris en 1590.
Charles revient à Nancy, où il succède à son père comme médecin de Charles III de Lorraine, alors atteint de la gravelle et auquel il conseille les eaux thermales de Spa où il l'accompagne en 1603.
En 1617, il est le médecin du duc Henri II de Lorraine. Il obtient de lui l'autorisation d'établir une école de médecine à l'université de Pont-à-Mousson pour y être professeur.
Il meurt de la peste à Nancy en 1633, lors d'une épidémie où il était venu au secours de sa ville natale.

## Œuvres

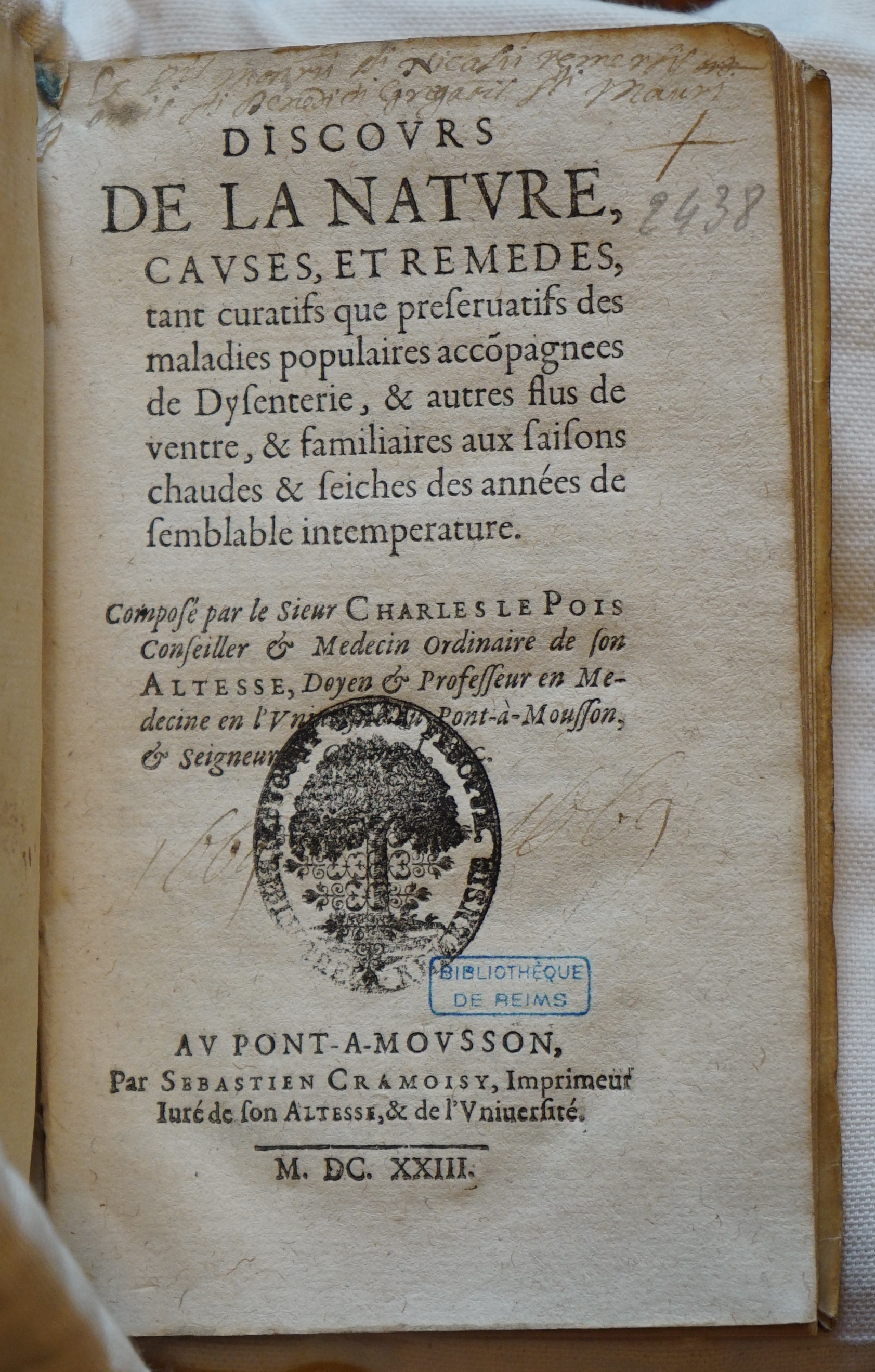
Causes et remedes de la dysentrie... de Charles Le Pois imprimé à Pont-à-Mousson en 1623, bibliothèque Carnegie (Reims).

Charles Le Pois est un érudit connaissant le grec, le latin, l'hébreu et l'arabe, et plusieurs langues modernes (l'italien, l'espagnol, etc.). Son érudition et son jugement s'appuient sur l'étude des mathématiques. Il est partisan d'une médecine d'observation de type hippocratique, dégagée des subtilités de la scolastique.
Ses deux œuvres principales sont :
- Selectiorum observationum liber (« Choix d'observations »), Pont-à-Mousson, 1618[3]. Dans cet ouvrage plusieurs fois réédité dans toute l'Europe jusqu'en 1768[2], il est le premier à définir les troubles hystériques comme étant d'origine cérébrale et non utérine[4], ce qui sera repris par les anglais Thomas Willis (1621-1675) et Thomas Sydenham (1624-1689)[5].
- Discours de la nature, cause et remèdes..., Pont-à-Mousson, 1623. Sur les épidémies de dysenterie.

## Hommages
- La rue Lepois porte son nom à Nancy.
- Un rond-point Lepois porte également son nom.

• Un amphithéâtre de la faculté de médecine de Nancy porte également son nom. 